# Métropole de Syros, Tinos, Andros, Kéa, Milo et Myconos

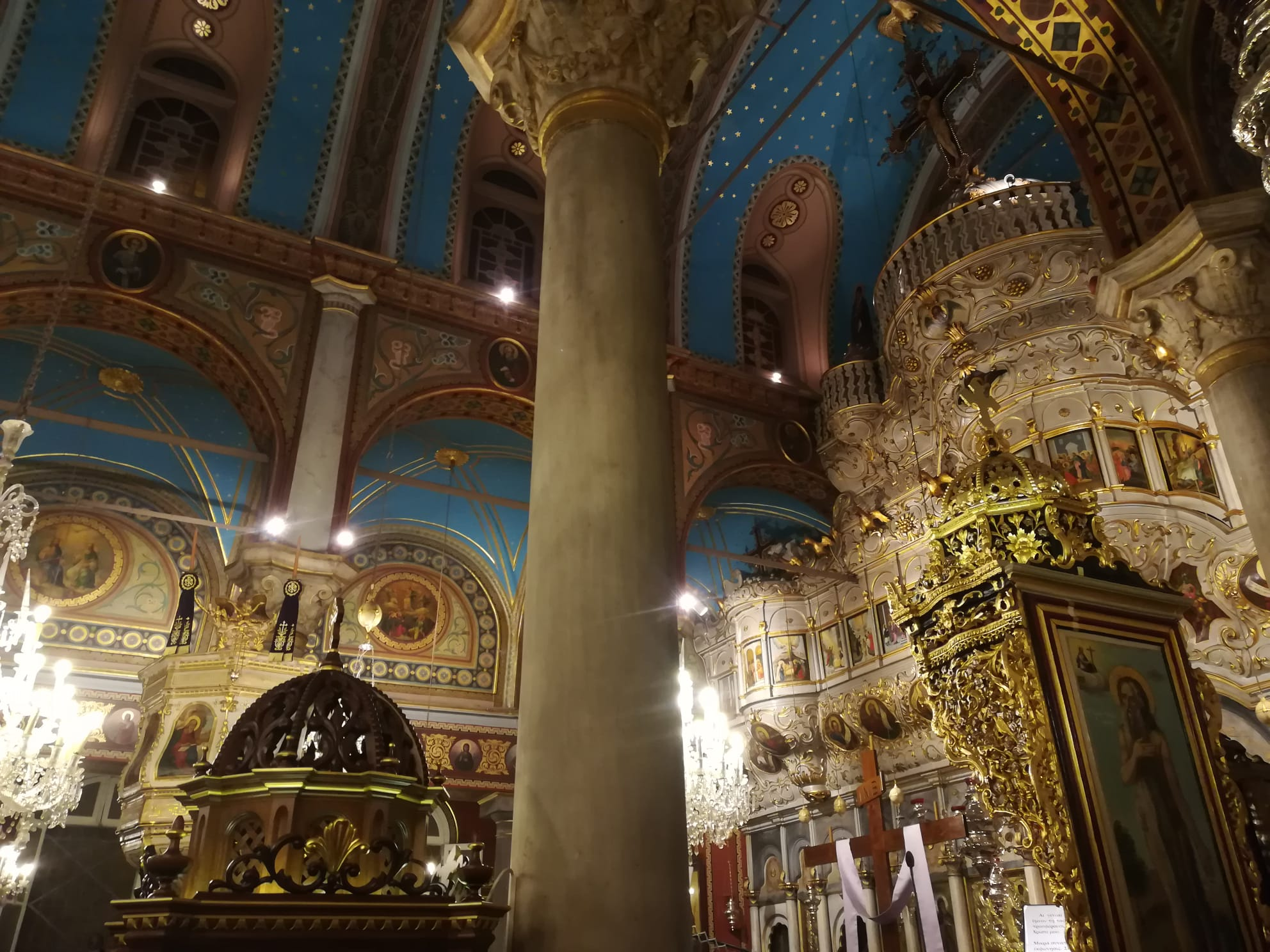
Intérieur de l'église métropolitaine de la Transfiguration à Ermoúpoli.

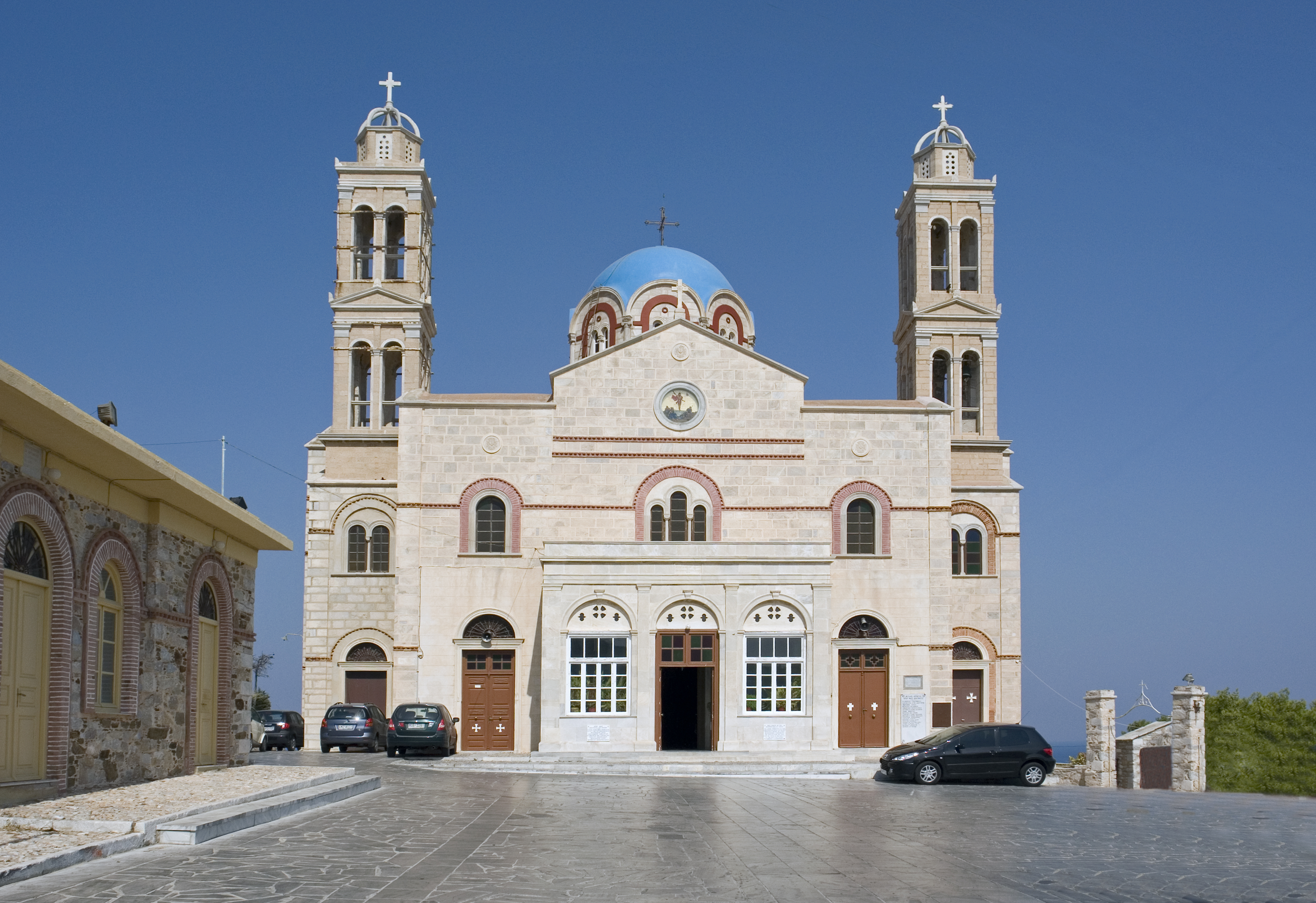
L'église de la Résurrection à Ermoúpoli.

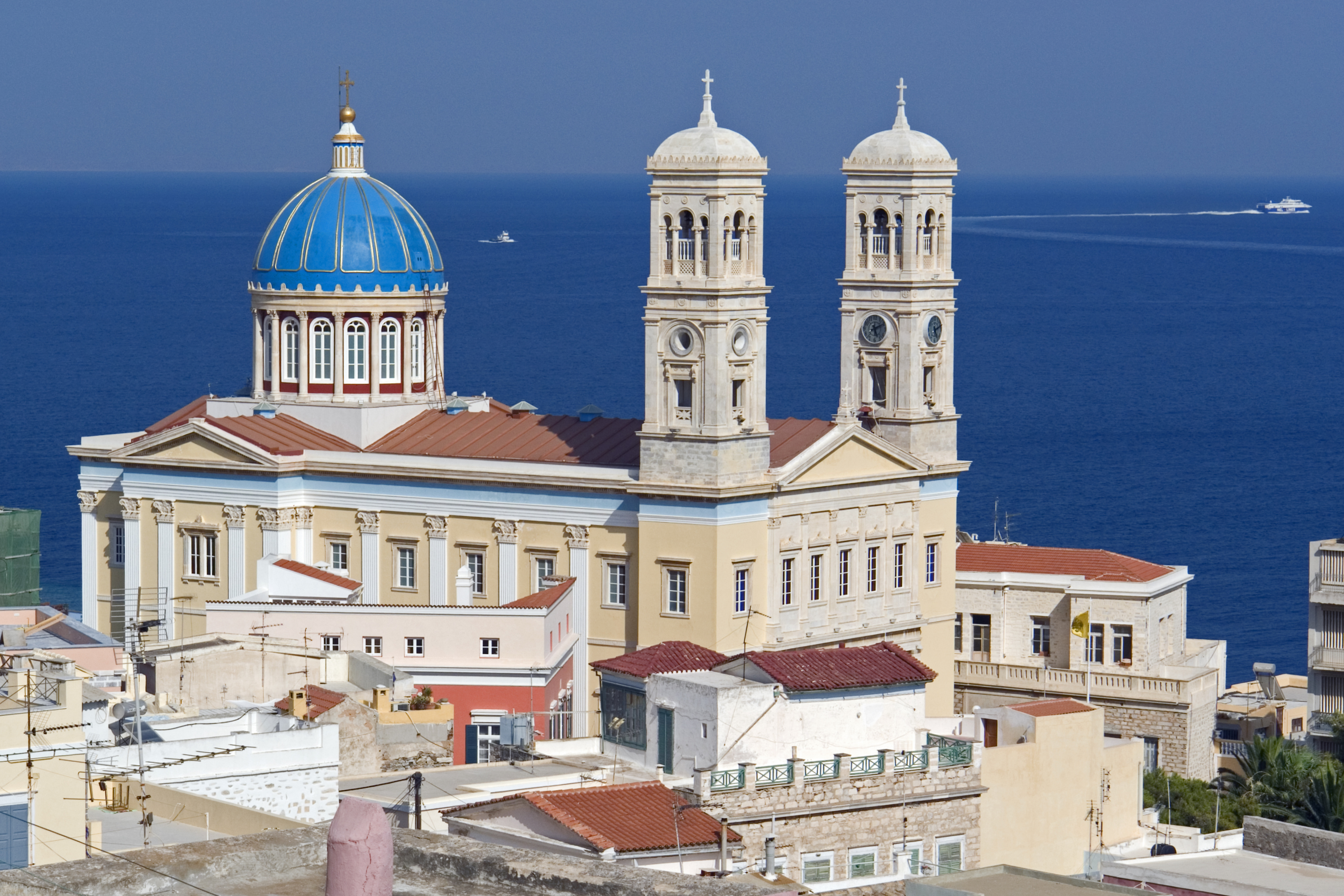
L'église Saint-Nicolas à Ermoúpoli.

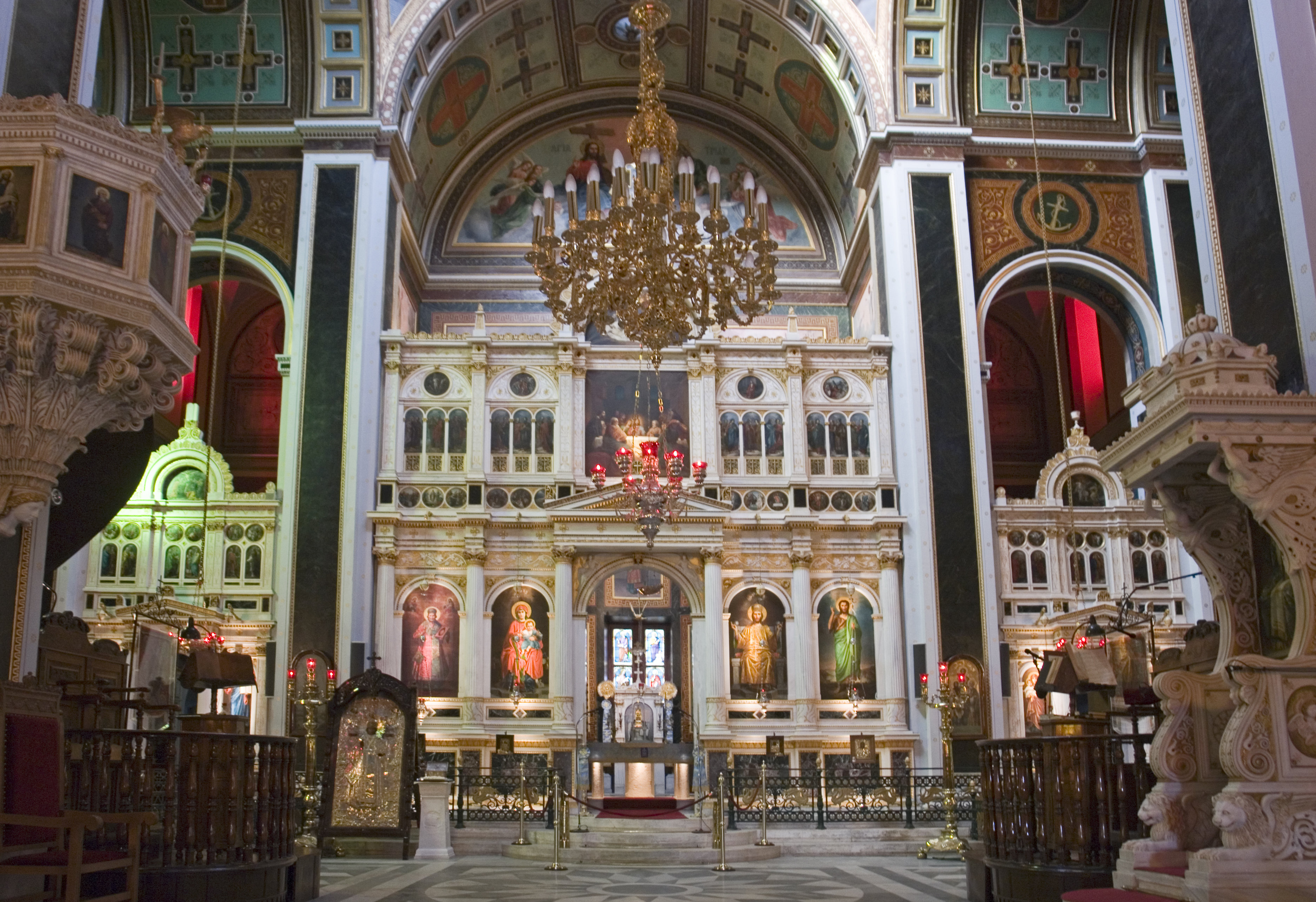
Intérieur de l'église Saint-Nicolas à Ermoúpoli.

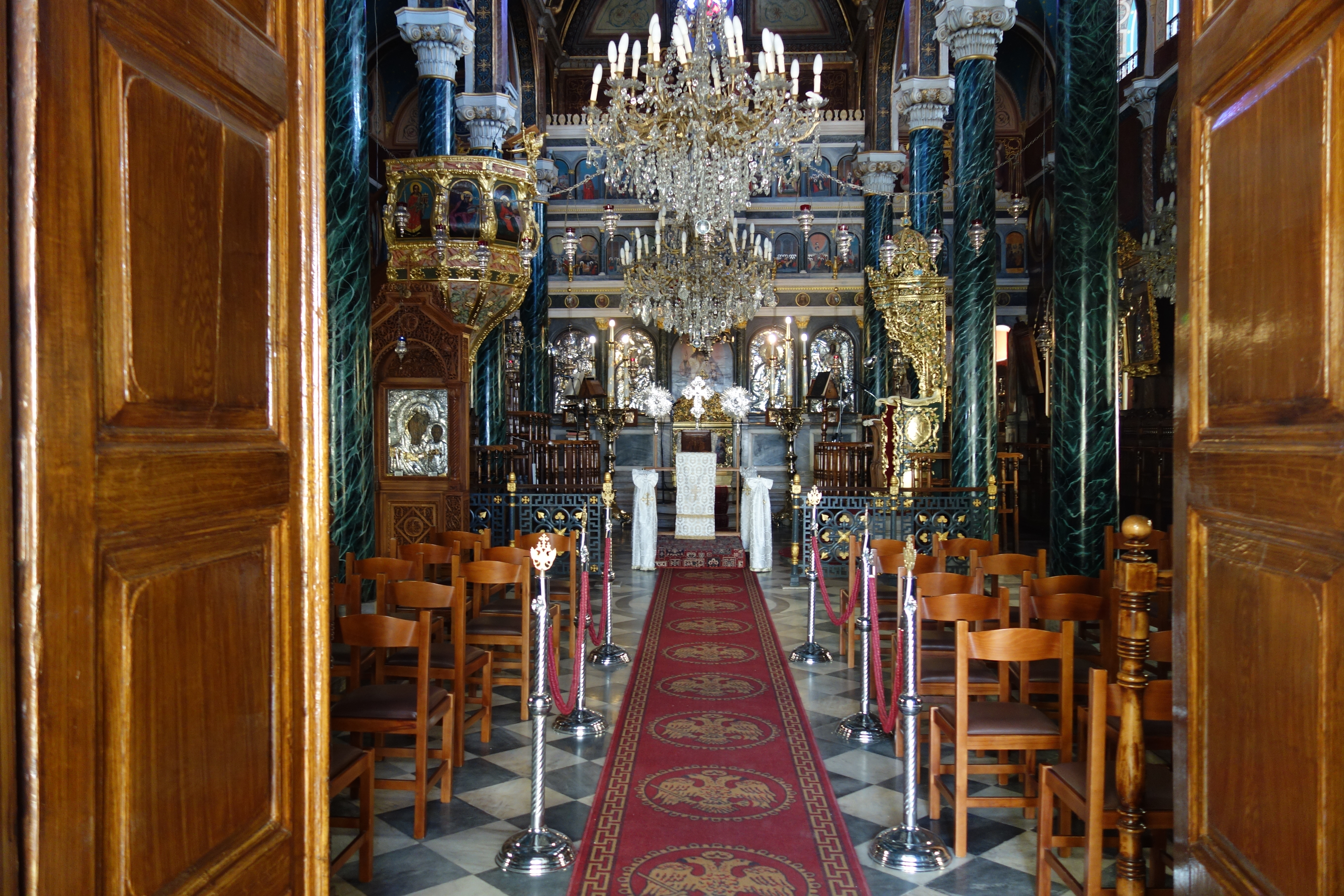
Intérieur de l'église de la Dormition de la Vierge à Ermoúpoli, qui abrite une icône du Greco.

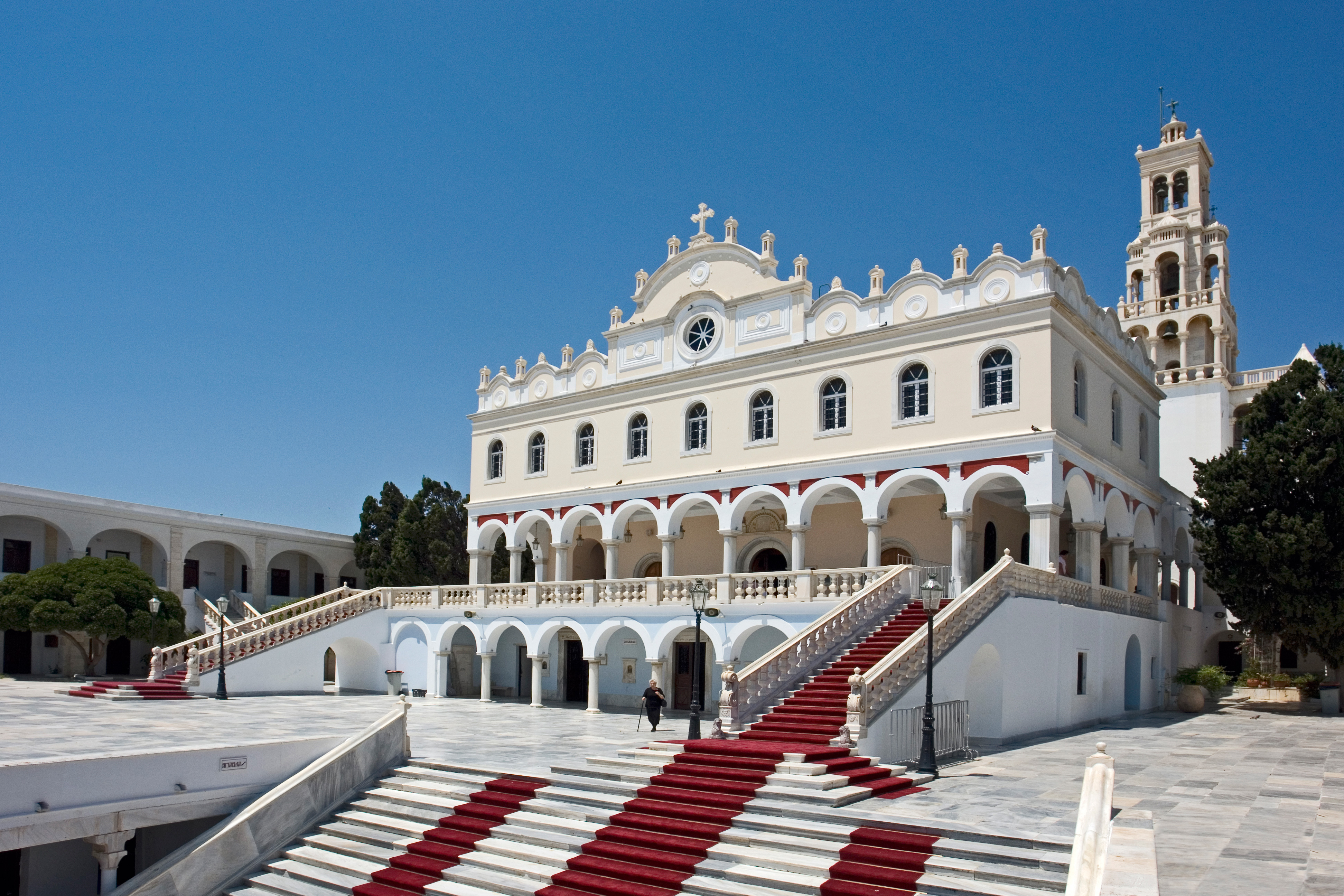
Panagía Evangelístria, le sanctuaire national de Tinos qui abrite l'icône miraculeuse de l'Annonciation.

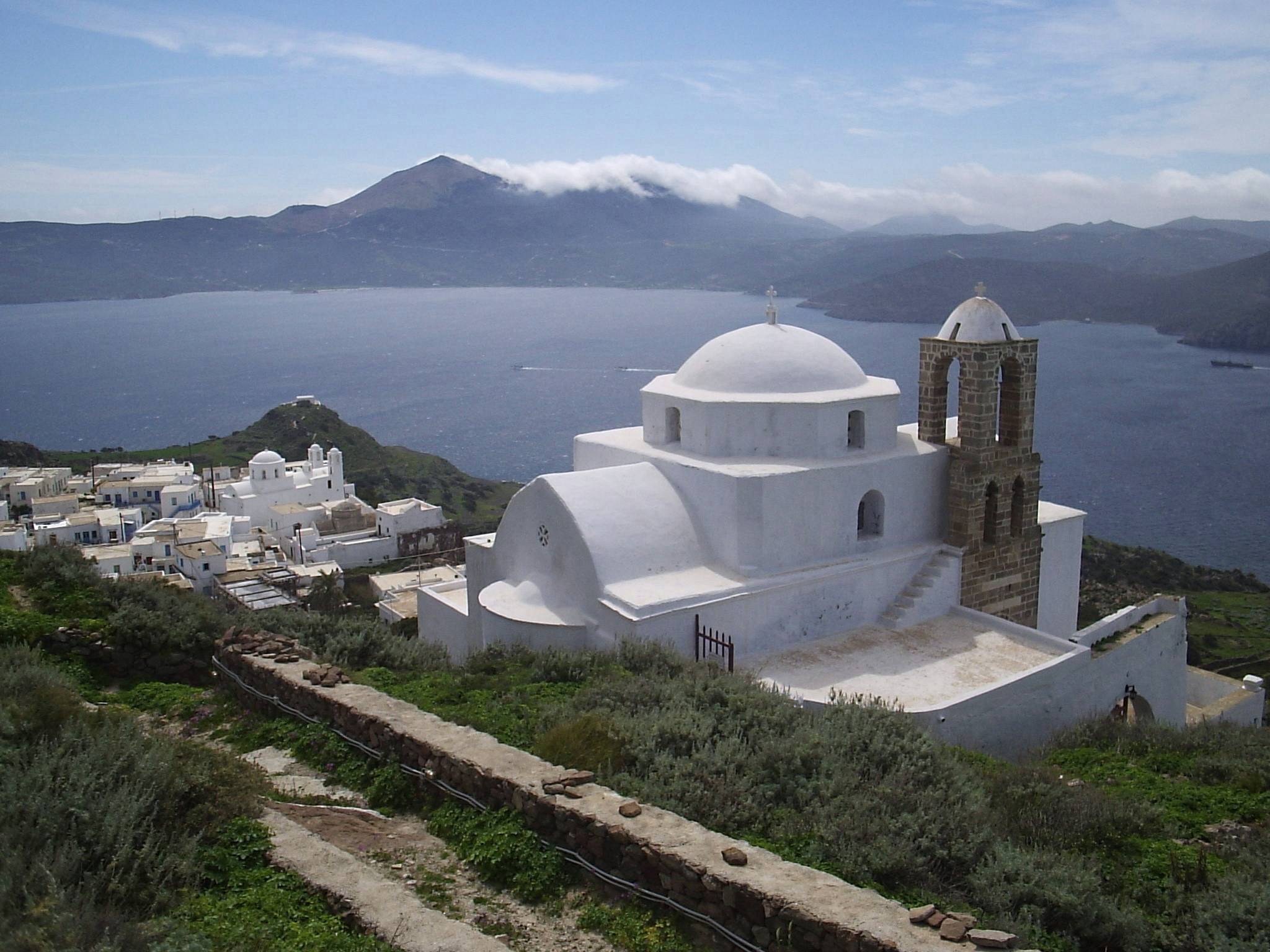
À Kástro (Pláka) de Milos, l'église de la Mère de Dieu Thalassitra, patronne des marins.

La Métropole de Syros, dont la dénomination complète est Métropole de Syros, Tinos, Andros, Kéa, Milos et Mykonos (en grec byzantin : Ιερά Μητρόπολις Σύρου, Τήνου, Άνδρου, Κέας, Μήλου και Μύκονου), est un évêché de l'Église de Grèce.
Elle a son siège à Ermoúpoli, la capitale des îles Cyclades et elle étend son ressort sur une douzaine d'îles de l'archipel, les plus septentrionales et les plus occidentales, tout en laissant les autres îles Cyclades aux métropoles voisines de Paronaxie et de Théra.

## La cathédrale
- C'est l'église de la Transfiguration à Ermoúpoli.

## Les métropolites
- Dorótheos (el) (né Stavros Polykandriotis à Mykonos en 1953) depuis 2001.
- Dorótheos (né Stékas à Mykonos en 1913) de 1965 à une date inconnue.

## Le territoire

### Île de Syros
- Doyenné de Syros : 12 paroisses dont
  - Ermoúpoli (7 paroisses)

### Île de Tinos
- Doyenné de Tinos : 14 paroisses dont
  - Tinos (4 paroisses)
- Doyenné de Pyrgos Panormos-Ysternia : 6 paroisses

### Île d'Andros
- Doyenné d'Andros : 23 paroisses
- Doyenné d'Ormos Korthion : 16 paroisses
- Doyenné de Batsion-Gavrion : 17 paroisses

### Île de Mykonos
- Doyenné de Mykonos : 3 paroisses dont
  - Source-Vivifiante (cathédrale)

### Île de Kéa
- Doyenné de Kéa : 4 paroisses

### Île de Kythnos
- Doyenné de Kythnos : 3 paroisses

### Île de Sérifos
- Doyenné de Sérifos : 4 paroisses

### Île de Sifnos
- Doyenné de Sifnos : 8 paroisses

### Île de Milos
- Doyenné de Milos : 8 paroisses dont
  - La Nativité de la Mère de Dieu à Plaka
  - Saint-Charalambos à Plakes
  - Saint-Spyridon à Triovassalos
  - Saint-Georges à Triovassalos

### Île de Kimolos
- Doyenné de Kimolos : 1 paroisse

### Île de Folégandros
- Doyenné de Folégandros : 2 paroisses

### Île de Sikinos
- Doyenné de Sikinos : 2 paroisses

## Les monastères

### Monastères d'hommes
- Monastère de Panachrandos à Andros
- Monastère Saint-Nicolas à Andros
- Monastère de Sainte-Marine à Andros

### Monastère de femmes
- Monastère de Kéchrovouni à Tinos

## Les solennités locales
- La fête de la découverte de l'icône de la Pleine de Grâce à Tinos, le 30 janvier.
- La fête de l'Annonciation à Tinos, le 25 mars.
- La fête de la Dormition de la Mère de Dieu à Tinos, le 15 août.
- La fête de sainte Pélagie de Tinos, moniale, le 23 juillet.
- La fête de la Mère de Dieu Phanéroméni à Ermoúpoli, le 24 septembre.
- La fête de la découverte de l'icône de saint Démétrios à Ermoúpoli, le 25 mai 1935.
- La fête de la Mère de Dieu Théosképasti à Andros, le samedi de l'Acathiste, dernier samedi du Grand Carême.
- La fête de Tous les saints, aux catacombes de Milo, le dimanche après la Pentecôte.
- La fête de la Mère de Dieu Pantanassa à Sikinos, le dimanche de l'Orthodoxie, 1er de Carême.
- La fête de sainte Méthodie de Kimolos, moniale (1908), le 5 octobre.
- La fête de saint Charalampe de Magnésie à Kéa, le 10 février.

## Les sources
- (el) Le site de la métropole : https://www.imsyrou.gr/
- Les diptyques de l'Église de Grèce, éditions Diaconie apostolique, Athènes (édition annuelle).